# Born Again (album Lisy Bund)
Born Again – jedyny album studyjny niemieckiej piosenkarki Lisy Bund, wydany 14 września 2007 roku przez 313 Music i Columbia Records.

## Lista utworów
Źródło: Discogs
| Nr    | Tytuł                | Długość |
| ----- | -------------------- | ------- |
| 1.    | „In My Head”         | 3:49    |
| 2.    | „What Goes Up”       | 3:01    |
| 3.    | „Live to Forget You” | 3:27    |
| 4.    | „Learn to Love You”  | 3:34    |
| 5.    | „If I Lose You”      | 3:49    |
| 6.    | „Born Again”         | 3:19    |
| 7.    | „All That I Am”      | 4:14    |
| 8.    | „I Turn to You”      | 3:50    |
| 9.    | „Picture Perfect”    | 3:07    |
| 10.   | „Care for You”       | 3:27    |
| 11.   | „Here I Am”          | 4:26    |
| 12.   | „Flugzeuge Im Bauch” | 4:26    |
| Video | „Learn to Love You”  |         |

## Notowania na listach sprzedaży
| Kraj       | Lista (2007)   | Najwyższa pozycja |
| ---------- | -------------- | ----------------- |
| Niemcy     | Albums Top 100 | 27                |
| Austria    | Alben Top 75   | 66                |
| Szwajcaria | Alben Top 100  | 88                |